# 제어차

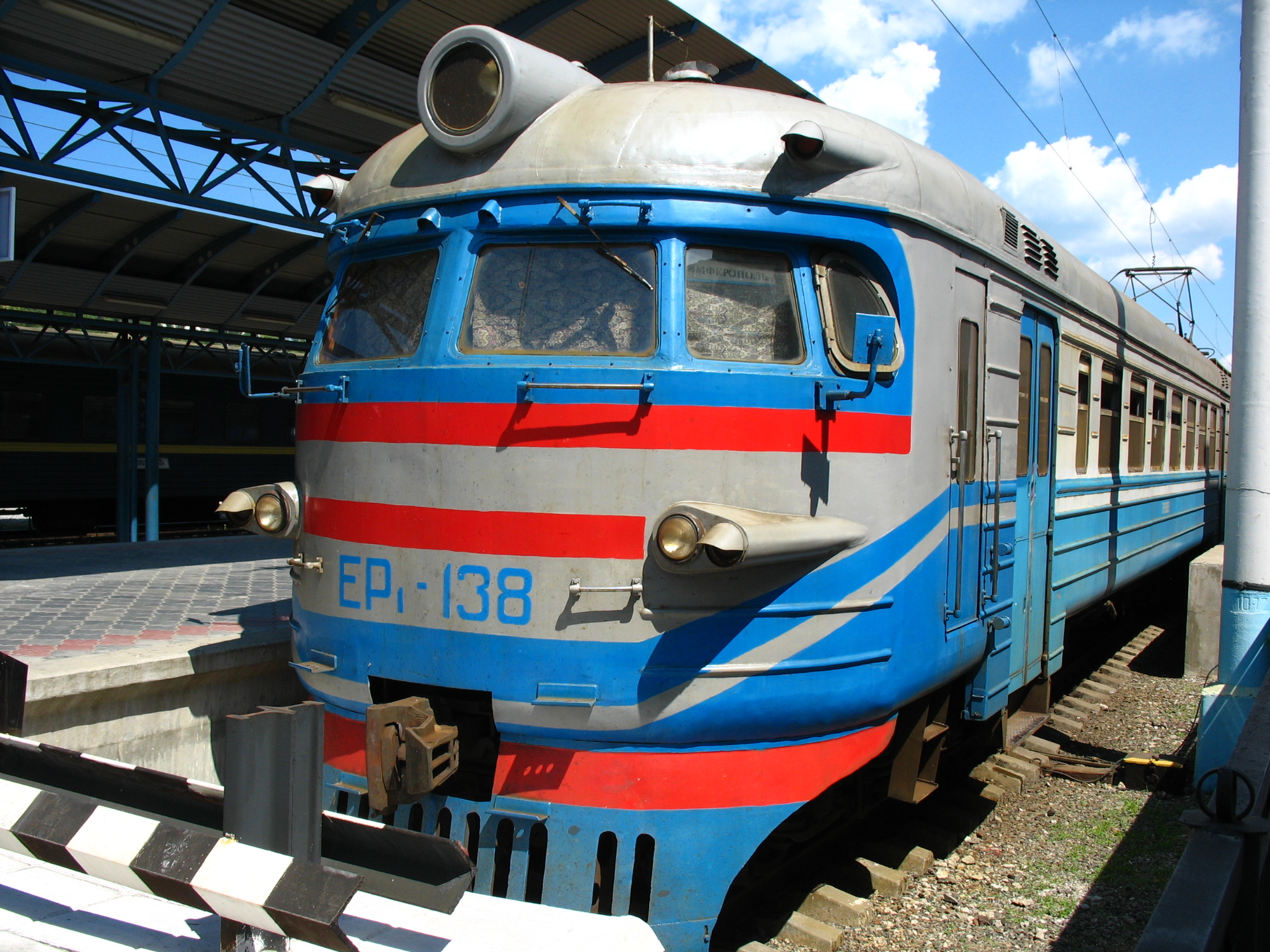

제어차(制御車)는 주로 동력분산식 열차에서 운전석이 있는 차량이다. 또한 제어차 중 전기 동차인 것은 제어전동차(制御電動車)라고 하며, 제어 차량은 동력이 없는 차량만을 가리키는 경우도 있다.